# 南多乡
南多乡，是中华人民共和国四川省甘孜藏族自治州甘孜县下辖的一个乡镇级行政单位。

## 行政区划
南多乡下辖以下地区：
南多村、曲卡村、然呷村、俄绒村、席绒村和则曲村。